# 서울한남초등학교
서울한남초등학교는 대한민국 서울특별시 용산구 한남동에 있는 공립 초등학교이다.

## 학교 연혁
- 1906년 9월 23일 사립 한남학교 개교(한남오거리)
- 1921년 5월 9일 한강공립보통학교로 재개교(설립인가 3월 31일)
- 1938년 4월 1일 경성한남공립심상소학교로 개칭[1]
- 1938년 12월 24일 현재 위치로 이전(한남대로 112)
- 1941년 4월 1일 경성한남공립국민학교로 변경[2]
- 1996년 3월 1일 서울한남초등학교로 개칭[3]
- 1997년 9월 29일 발명교실 개관
- 1999년 12월 8일 덤웨이터 시설 및 어린이 식당 개관
- 2001년 5월 16일 병설유치원(2학급) 개원
- 2002년 12월 23일 녹지공원 조경 준공
- 2005년 2월 28일 초등학교 에듀케어교실 신설
- 2011년 3월 14일 학습준비물지원센터 구축
- 2011년 8월 30일 음향시설 현대화
- 2012년 3월 1일 시설관리실, 보건교육실, 교사협의회실 구축
- 2012년 3월 2일 한남동산 놀이터 리모델링
- 2013년 2월 21일 특수학급 시설 정비, 공동체회의실 구축
- 2013년 2월 24일 학습준비물실 확장 이전
- 2013년 3월 5일 학교 텃발(초록배움터) 확장 및 배수시설 정비
- 2014년 2월 28일 미술실, 학부모회실, 학생자치회실 구축
- 2014년 11월 1일 암석원 및 기상대 조성
- 2015년 3월 1일 해양소년단 창단
- 2015년 4월 5일 초록배움터 야생화단지 조성
- 2015년 8월 24일 동관 LED조명 설치
- 2020년 2월 12일 제97회 졸업식(44명, 총24,241명)
- 2020년 9월 1일 제28대 조혜천 교장 취임
- 2021년 5월 9일 개교 100주년

## 학교 상징
- 교화(校花) - 개나리 : 봄에 제일 먼저 여러 꽃이 한데 어우러져 피는 개나리는 만물을 일깨우는 무한한 힘과 협동하는 모습이다.
- 교목(校木) - 느티나무 : 언제나 푸르고 변치 않는 모습으로 다른 사람들에게 그늘을 만들어 주는 느티나무는 타인을 배려하고 포용하는 어린이의 마음이다.

## 참고 자료
- 서울한남초등학교 - 한국교육학술정보원 학교알리미